# Radiohuset
Radiohuset er tidligere hovedkvarter for DR, og ligger på Rosenørns Allé 22 på Frederiksberg i Frederiksberg Kommune.
Huset blev bygget i 1930'erne, en tid, hvor radio var ved at rejse sig fra pionerstadiet til et decideret massemedie. Derfor blev behovet for større faciliteter for Statsradiofonien også mere og mere tiltrængt.
Statsradiofonien nåede at have sæde flere steder i København, før det nye radiohus blev en realitet. Radiohuset på Frederiksberg er også den første af Statsradiofoniens bygninger, der er bygget udelukkende til radiospredning. De tidligere hovedsæder talte blandt andet Stærekassen, der blev bygget til at huse både Det Kongelige Teater og det nye radiomedie. 22 lokaler i Axelborg dannede også i en periode rammerne for den statslige radiosending. Ingen af de steder var dog velegnede til at producere og sende radio.

## Historisk baggrund
Den 15. juni 1936 holdt byggeudvalget sit første møde, og i december samme år købte Statsradiofonien grunden på 13.320 m², til en pris af 1.095.000 kroner.
Grunden har fra 1620'erne været brugt til så forskellige ting som avlsgård i tilknytning til Københavns Slot, fattighus, hospital og pestkirkegård for de fattige "ladegårdslemmer" fra Ladegården på Nørrebro  – og fra starten af 1940'erne altså også til at sende radio.

### Bygningen
Radiohuset er tegnet af arkitekten Vilhelm Lauritzen, ligesom det også er Lauritzens tegnestue, der står bag TV-Byen i Søborg, DR Byen i Ørestad samt distriktshuset, som er tre identiske bygninger, der huser tre af DR's regionaler: DR Fyn, DR Kanal 94 og DR Nordjylland.
Byggeriet af Radiohuset begyndte i maj 1936 og i december 1940 kom det første program i luften fra Radiohuset.
Arkitekten bag Radiohuset har hele vejen igennem tænkt i anvendelighed. Bygningen var oprindelig delt i tre elementer. Den høje fløj hvor hovedindgangen fra Rosenørns Allé ligger. Til højre ligger den lave fløj, og helt ude ved Julius Thomsens Gade ligger den trapezformede koncertsal.
Overalt viser Vilhelm Lauritzen forståelse for de specielle behov i forbindelse med radiosending. Den høje og den lave fløj har for eksempel hver sit fundament, hvorved vandringen af lydbølger og støj dæmpes. Over de store studier ligger Radiohusets kantine – og igen har arkitekten vist sans for opgaven: For at undgå, at det larmer fra kantinen og ned i studierne, hviler de bjælker, der bærer kantinen, på egne fundamenter. På den måde er der altså fysisk adskillelse mellem kantine og studier. Studieblokkens tag blev endvidere dækket med et tykt lag jord – for at dæmpe støj – og lavet om til en taghave. Den har siden fungeret som et åndehul, når de daglige tidsfrister mellem radioaviser, Giro 413 og orkesterprøver skulle på afstand.
Vilhelm Lauritzen forstod i det hele taget at tænke kreativt. Og det var nødvendigt i en tid, hvor der var rationeringer på visse byggematerialer. Arkitekten havde blandt andet regnet med at bruge gummibelægning på gulvet i og omkring koncertsalen – men krigen betød forbud mod at anvende gummi som gulvbelægning. Vilhelm Lauritzen foreslog i stedet, at man kunne bruge træparket, og det viste sig at det var muligt, at få billigt birketræ fra Finland. Men birk ville blive slidt for hurtigt. Derfor blandede Lauritzen birk og teak, så gulvet ville blive mere holdbart. Et godt eksempel på, hvordan arkitekten har formået at finde smukke og funktionelle løsninger.
Studierne spænder fra store kammermusikstudier og studier til mindre orkestre. Endvidere er der tale- og hørespilsstudier – ligesom der naturligvis også er deciderede afviklingsstudier. Endelig er der Studie 1, der uden tvivl er Radiohuset smukkeste rum. Studie 1 er nemlig langt mere end et studie; det er Radiohusets Koncertsal. Men navnet minder os netop om, at dette faktisk er en radiostation. En radiostation stærkt præget af musik og kultur.
Koncertsalens udformning var et af de absolutte stridspunkter inden, under og efter opførelsen. Statsradiofoniens første leder, Emil Holm, var med sin baggrund som kammersanger funderet i musikken. Alt fra materialer, udseende og størrelse var mærkesager for Holm. Men visse steder gik man på kompromis, og desværre har salen haft problemer med lyden. Men om det så skyldes afvigelsen fra de originale koncertsalsplaner, eller datidens ringere mulighed for at kontrollere de akustiske forhold, er ikke til at sige. De lystfarvede akustiske skærme fra 1989, der skulle imødegå de almindelige krav til et radiofonisk symfoniorkester – nemlig et hårdt pumpet lyd uden detaljer og nuancer (som tonemesteren med mikrofoner og mixning tager sig af – betød en kedelig forstærkning af lyden fra musikerne, men desværre samtidig en skandaløs forgrovelse på bekostning af den tidligere lidt tørre skarphed. Desuden blev koncertsalens smukke arkitektur tilsvarende ødelagt.
Men Radiohuset har været mere end radio og musik. Da fjernsynet holdt sit indtog i Danmark, begyndte Statsradiofonien, trods politisk uvilje mod det nye billedmedie, at lave tv. Det satte også sine spor på Radiohuset. I 1952 blev der sat antenner op til tv-sending. Og yderligere produktion betød også at huset, der i forvejen var ved at blive for småt, måtte udvides. Det skete fra 1953 til 1958, hvor Radiohuset fik Ny Fløj, der kom til at ligge ud mod Worsaaesvej til venstre for hovedindgangen. Samtidig fik Høj Fløj en ekstra etage, og der blev etableret en ny studieblok bag den gamle studieblok.
I 1972 blev Radiohuset endnu engang udvidet. Denne gang var det dog ikke med en nybygning: Worsaaesvej 17, der tidligere fungerede som boligejendom blev opkøbt, og koblet på resten af Radiohuset.
Selvom det egentlig ikke hører til i et leksikon, vil det næsten være forkert ikke at beskrive den særlige stemning, der hersker i Radiohuset. Når man besøger stedet kan man mærke en særlig ånd. En blanding af kreativitet og ro. Men huset har også været de rammer, inden for hvilke oplysning, kultur, lyst og smerte er blevet formidlet til hele landet. Samtidig er det et smukt hus, med mange fine detaljer. Huset har da også været fredet siden 1994, da det er et af de fremmeste eksempler på funktionalisme, vi har i Danmark.

### Krigen om luften
Radiohuset er opført i en urolig tid. Under besættelsen satte tyskerne sig også på radioen. Radiomedarbejderne, der efterhånden var flyttet ind i det nye hus fortsatte arbejdet, men det var under tysk censur. Det satte efter sigende også sine spor på byggehastigheden. Radiohusets rammer var stort set klar, men interiøret var stadig under udførelse. Der går historier om, at når der blev sat paneler op om dagen, var der folk, der skruede dem ned igen om natten – blot for at huset ikke skulle stå klar til indvielse mens tyskerne var der.
Det lykkedes da også at udskyde indvielsen af Radiohuset til september 1945 – blot få måneder efter, at de tyske soldater havde forladt Danmark.

### Tiderne skifter
I radioens første kvarte århundrede blev – som en selvfølge – praktisk talt alle udsendelser sendt direkte. Det skyldtes især, at datidens teknik for lydoptagelse var primitiv og besværlig at anvende. Mange musikkendere ligefrem foragtede al registreret musik, uanset om der var tale om de fornemste orkestre eller solister. Man kaldte det mekanisk musik og slog det i hartkorn med spilledåser og lirekasser.
I starten var der kun radioen, men så kom fjernsynet til. Det var Radiohuset ikke stort nok til, så tv-produktionen flyttede til Gyngemosen, hvor en del af DR's radioproduktion også efterhånden fandt sted. Radiohuset blev nemlig ikke bygget til så stor produktion som den, DR reelt har i dag. Der blev dog sendt daglige tv-udsendelser fra Radiohuset helt frem til den 7. oktober 1983, hvor TV-Avisen for sidste gang blev afviklet fra Frederiksberg. Her sendte man fra Studie A, der lå på 4. sal, Ny Fløj (hvor radioens Driftscentral fik sin sidste placering). TV-Avisens kontorer og klipperum lå på 1. sal.
I 1959 skiftede Statsradiofonien officelt navn til Danmarks Radio. I 1996 fik Danmarks Radio endnu en navneændring; denne gang til DR, selvom mange nu fortsat kalder det Danmarks Radio.
Fra 2007 var det slut med TV-Byen og Radiohuset som medarbejderne kendte dem. DR flyttede ud i DR Byen i Ørestad. Det er næsten en rigtig by som også har fået eget postnummer: DR Byen, 0999 København C. (Det er forresten blevet vedtaget i huset, at postnummeret skal siges "nul-ni-nioghalvfems"; man vil gerne have det sagt ens for at styrke genkendeligheden).
DR Byen vil rumme al DR's tv- og radioproduktion, bortset fra de regionale stationer. Dog har Københavns Radio også sæde i Ørestad, i det såkaldte segment 3. Det er, naturligt nok, den eneste af regionalradioerne, der ligger derude. Og det bør måske også bemærkes, at nogle af dramaproduktionerne på tv fortsat laves i TV-Byen.
Radiohuset bliver hvor det er, men med nye beboere; Det Kongelige Danske Musikkonservatorium skal fremover fylde huset med toner. Det Kongelige Danske Musikkonservatorium har ejet bygningen siden 2001, så DR har lejet sig ind i Radiohuset til udflytningen i DR Byen. Nøglerne blev formelt overdraget til konservatoriet den 1. august 2008. Og den 20. december samme år blev den allersidste DR-koncert afviklet i Radiohusets Koncertsal.
Men selvom DR dermed ikke har sit gamle Studie 1 længere, betyder det ikke, at medievirksomheden mister musikken. DR får en smuk og fremragende sal – og salig Emil Holm vil fortsat puste musikerne i nakken; koncerthuset har nemlig fået adresse på Emil Holms Kanal. Og det største studie – den meget omtalte koncertsal – fik ved udflytningen samme navn som dets bror i det daværende Radiohus havde: Studie 1. Senere er navnet dog ændret til Koncertsalen, og selve foyeren i Koncerthuset har fået navnet Studie 1, hvilket blandt noget af personalet frygtes at give anledning til forvirring, da man på tekniske tegninger m.v. fortsat benytter betegnelsen Studie 1 om den store koncertsal.
Koncerthuset i DR Byen er tegnet af det franske arkitektfirma Ateliers Jean Nouvel og det japanske selskab Nagata Acoustics har sørget for akustikken. Men bortset fra Koncerthuset står Vilhelm Lauritzens tegnestue, traditionen tro, fortsat bag DR's hovedsæde (tegnestuen har stået for den overordnede plan, samt segment 1) – selvom tiderne er skiftet.

## Anvendt litteratur om Radiohuset og DR
- Finn Slumstrup: Radiohuset på Frederiksberg. Udgivet af DR, 2004. ISBN 87-7953-759-6
- Leif Ahm: En verden i lyd og billeder. Udgivet af Lademann, 1972. ISBN 87-15-08061-7
- Per Anker Jensen: En analyse af DR's byggerier fra Stærekassen til DR Byen. Udgivet af BYG-DTU. ISBN 87-7877-209-5
- Fr. Heegaard: Radiohuset. Artikel i Ingeniøren, 20. November 1940.